# Fananu
Fananu är en ö i Mikronesiska federationen.   Den ligger i kommunen Fananu Municipality och delstaten Chuuk, i den västra delen av landet, 700 km väster om huvudstaden Palikir. Arean är 1,0 kvadratkilometer.
Terrängen på Fananu är mycket platt. Öns högsta punkt är 12 meter över havet. Den sträcker sig 0,6 kilometer i nord-sydlig riktning, och 1,3 kilometer i öst-västlig riktning.
Följande samhällen finns på Fananu:
- Fananu Village